# Монтено, Кемал
Кемал Монтено (босн. Kemal Monteno; 1948—2015) — югославский и боснийский певец и автор песен, карьера которого длилась почти 50 лет — с 1960-х по 2010-е годы.

## Биография
Родился 17 сентября 1948 года в Сараево. Его отец — итальянец Освальдо из города Монфальконе. Во время Второй мировой войны он был мобилизован в армию Италии и воевал в 1945 году в Югославии, где встретил в Сараево боснийскую женщину по имени Бахрия. Оставив свою первую жену в Италии, Освальдо женился на Бахрии. Кемал родился в Сараево и был на два года моложе своей сводной сестры Даниэлы, родившейся в Италии. Ему дали мусульманское имя. Отец и мать Кемала работали на сараевском стадионе Кошево, ныне — стадион Асим Ферхатович-Хасе.
Свою первую песню «Лидия» Кемал записал в 1967 году. Многие из его песен исполнялись другими певцами Югославии. С годами, из-за своего стиля исполнения, Кемал Монтено стал известен как «Боснийский Рой Орбисон», а также «Боснийский Нил Даймонд». Всего Монтено выпустил 15 альбомов, неоднократно был победителем многочисленных фестивалей.
В конце 1990-х годов у Монтено был диагностирован диабет, который в совокупности с переживаниями от войны способствовал болезни сердца. 30 декабря 2011 года он перенес инфаркт, а в январе 2012 года ему было выполнено шунтирование. Затем у певца появились проблемы с почечной деятельностью и после длительного ожидания, 15 ноября 2014 года, ему была выполнена в Загребе операция по пересадке почки. В декабре 2014 года возникло осложнение от пересадки, у него развилась пневмония и сепсис.
Умер 21 января 2015 года в Загребском госпитале Rebro. Похоронен на кладбище Bare в Сараево.

### Личная жизнь
Со своей будущей женой Бранкой певец познакомился в 1967 году в Сараево. Они поженились 26 июня 1971 года, когда он вернулся с обязательной службы в югославской народной армии. У них родилась дочь Adrijana и сын Đani. Войну в Боснии в 1990-х годах семья провела в Сараево.